# Jeen Nauta
Jeen Nauta (Wartena, 7 mei 1926 – Grouw, 23 februari 1986) was een Nederlands schaatser.
Nauta nam vijf keer deel aan de Elfstedentocht. Bij de Achtste Elfstedentocht in 1942 was hij vijftien jaar oud, te jong om aan de wedstrijd deel te nemen. Hij volbracht deze tocht als toerrijder.
Bij de Negende Elfstedentocht van 1947 nam Nauta voor het eerst aan de wedstrijd deel. Hij finishte als derde, op tien minuten van de aanvankelijke winnaar Joop Bosman. Meteen na de binnenkomst regende het klachten bij de Vereniging De Friesche Elf Steden. Er kwamen veel beschuldigingen binnen over het 'opleggen'. Pas in augustus werd de definitieve uitslag bekendgemaakt: de als vijfde geëindigde Jan W. van der Hoorn werd eerste en Anton Verhoeven tweede. Zowel Bosman, Klaas Schipper (tweede), Nauta, als Jacob Wynia (vierde) werden gediskwalificeerd.
Bij de Tiende Elfstedentocht in 1954 werd Nauta vierde, op korte afstand van zijn neef Jeen van den Berg die deze editie won. "Hwat ha wy riden net", schreeuwde Van den Berg kort na de finish Nauta toe.
Bij de Elfde Elfstedentocht in 1956 kwam Jeen Nauta samen met Jan J. van der Hoorn, Aad de Koning, Maus Wijnhout en Anton Verhoeven hand-in-hand over de finish. Hij werd net als de vier anderen gediskwalificeerd voor deze gelijke finish. Een dergelijke finish was bij de Zesde Elfstedentocht van 1940 ook voorgekomen en was sindsdien reglementair verboden.
Tijdens de Twaalfde Elfstedentocht (1963) moest Nauta bij Berlikum opgeven, nadat hij ter hoogte van Workum geblesseerd was geraakt. De Dertiende Elfstedentocht in 1985 volbracht hij als toerrijder. Hij kwam samen met zijn zoons over de eindstreep.
Nauta was een volle neef van schaatser Jeen van den Berg. Zijn broer Auke Nauta was bestuurslid van de Vereniging De Friesche Elf Steden.

Hij overleed onverwacht op 59-jarige leeftijd in februari 1986, enkele dagen voordat de Veertiende Elfstedentocht zou worden verreden.